# Застугна (Обуховский район)
Застугна (укр. Застугна) — село, входит в Обуховский район Киевской области Украины.
Население по переписи 2001 года составляло 50 человек. Почтовый индекс — 08715. Телефонный код — 4572. Занимает площадь 0,32 км². Код КОАТУУ — 3223184202.

## Местный совет
08715, Київська обл., Обухівський р-н, с. Копачів